# Hypostrategos
Hypostrategos era un grado dell'esercito bizantino. L'hypostrategos era il comandante in seconda di un thema, fungeva come da consigliere per lo strategos, era la seconda persona più importante di un thema. L'hypostraregos non si trovava sempre in un thema, a volte poteva anche non esserci.